# Blanca II de Navarra
Blanca II de Navarra (Olite, Navarra 1424 - 1464), princesa d'Aragó i infanta de Navarra, reina titular de Navarra (1461-1464).

## Orígens familiars
Filla del príncep Joan d'Aragó, futur rei de la Corona d'Aragó, i la seva primera esposa, la reina Blanca I de Navarra. Fou germana de Carles de Viana.

## Núpcies i descendents
El 16 d'octubre de 1440 es casà a la catedral de Valladolid amb el príncep Enric de Castella, fill de Joan II de Castella i Maria d'Aragó, que posteriorment seria nomenat rei de Castella.
Aquesta unió fou anul·lada el 27 de juliol de 1453 pel Papa Nicolau V sense haver tingut descendència i després de comprovar que no s'havia consumat mai.

## El problema navarrès
A la mort de la seva mare el seu germà Carles de Viana havia d'esdevenir rei de Navarra, però el seu pare l'apartà del tron. La seva germana petita Blanca li donà tot el seu suport, i per això demanà ajuda al seu sogre Joan II de Castella perquè ajudés al legítim hereu de Navarra enfront de l'usurpador del tron navarrès.
La derrota de Carles de Viana a la batalla d'Aibar (Navarra) el 1452 feu caure en desgràcia a Blanca, que mai més fou ben vista pel seu pare.
A la mort de Carles de Viana el 1461 en estranyes circumstàncies, Joan d'Aragó firmà el 1462 amb la seva altra filla Elionor de Navarra un pacte pel qual aquesta esdevindria la seva successora, apartant Blanca II del tron, però els beaumontesos van defensar els seus drets davant d'Elionor i Gastó IV de Foix. Blanca fou enviada a Bearne contra la seva voluntat per virtut del Tractat d'Olite, i s'alià amb Enric IV de Castella en 1462. Gastó de Foix feu tancar Blanca II al castell de Moncada, on morí el 2 de desembre de 1464, possiblement enverinada per ordres d'Elionor.